# Metappana crscentica
Metappana crscentica är en fjärilsart som beskrevs av George Francis Hampson 1910. Metappana crscentica ingår i släktet Metappana och familjen nattflyn. Inga underarter finns listade i Catalogue of Life.